# Samsung Galaxy J3 (2016)
Samsung Galaxy J3 (2016) (còn được gọi là Galaxy J3 V, Galaxy J3 Pro và Galaxy Amp Prime) là một điện thoại thông minh Android được sản xuất bởi Samsung Electronics và được phát hành vào ngày 15 tháng 1 năm 2016.

## Thông số kỹ thuật

### Phần cứng
Galaxy J3 (2016) được trang bị Spreadtrum SC9830 SoC bao gồm một quad-core 1,5 GHz ARM Cortex-A7 CPU, một ARM Mali-400 GPU với 1,5 GB RAM và 32 GB dung lượng lưu trữ nội bộ. J3 Pro có RAM 2 GB và bộ nhớ trong 16 GB hoặc. Cả hai đều có thể được nâng cấp lên đến 256 GB thông qua thẻ nhớ microSD.
Nó có màn hình Super AMOLED 5,0 inch với độ phân giải HD Ready. Camera sau 8 MP khẩu độ f/2.2. Camera trước có độ phân giải 5 MP, khẩu độ f/2.2.

### Phần mềm
Ban đầu J3 (2016) chạy hệ điều hành Android 5.1.1 "Lollipop" hoặc 6.0 "Marshmallow" (tại Hoa Kỳ) và giao diện người dùng TouchWiz của Samsung. Nó có thể nâng cấp lên Android 7.1.1 "Nougat".

## Phiên bản có thương hiệu
Một số nhà cung cấp dịch vụ di động đã phát hành các phiên bản có thương hiệu của Galaxy J3 (2016) với các thông số kỹ thuật khác nhau.
Verizon phát hành một phiên bản có thương hiệu được gọi là J3 V (SM-J320V) được trang bị Exynos 3475 SoC bao gồm ARM Cortex-A7 lõi tứ 1,2 GHz, ARM Mali-T720 với RAM 1,5 GB và bộ nhớ trong 8 GB. Hơn nữa, nó có camera chính 5 MP với khẩu độ f/2.2 và camera trước 2 MP. Nó chạy hệ điều hành Android 6.0.1 Marshmallow ". Mẫu AT&T (SM-J320A) có cùng thông số kỹ thuật ngoại trừ lõi tứ 1,3 GHz Cortex-A7 và bộ nhớ trong 16 GB.
Sprint, Virgin Mobile và Boost Mobile cung cấp Galaxy J3 (SM-J320P) với cùng Exynos 3475 SoC như J3 V nhưng với 16 GB dung lượng lưu trữ và chạy hệ điều hành Android 5.1.1 "Lollipop".